# The Days of Grays
The Days of Grays je šesté studiové album finské power metalové kapely Sonata Arctica. Album vyšlo 18. září 2009. Limitovaná edice alba obsahuje bonus s orchestrální verzí některých písniček z alba. V japonské verzi alba se objevilo bonusové CD se živým vystoupením kapely během evropského turné 2008.

## Seznam skladeb
1. Everything Fades To Gray
2. Deathaura
3. The Last Amazing Grays
4. Flag In The Ground
5. Breathing
6. Zeroes
7. The Dead Skin
8. Juliet
9. No Dream Can Heal A Broken Heart
10. As If The World Wasn't Ending
11. The Truth Is Out There
12. Everything Fades To Gray

Limitovaná edice – bonus
1. In the Dark

Americká verze – bonus
1. In My Eyes You're a Giant

Japonská verze – bonus
1. Nothing More
2. In My Eyes You're a Giant

### CD 2 – limitovaná edice, orchestrální verze
1. Deathaura
2. The Last Amazing Grays
3. Flag in the Ground
4. Juliet
5. As If the World Wasn't Ending
6. The Truth Is Out There
7. In the Dark

### CD 2 – japonská verze
1. Paid in Full (živě ve Francii)
2. Black Sheep (živě v Itálii)
3. Draw Me (živě ve Švýcarsku)
4. It Won't Fade (živě ve Francie)
5. Replica (živě ve Švýcarsku)
6. Don't Say a Word (živě ve Švýcarsku)

## Obsazení
- Tony Kakko – zpěv, klávesy
- Elias Viljanen – kytara
- Marko Paasikoski – baskytara
- Henrik Klingenberg – klávesy, hammondovy varhany
- Tommy Portimo – bicí

### Hosté
- Johanna Kurkela – doprovodný zpěv
- Perttu Kivilaakso (Apocalyptica) – violoncello